# ジェンダーレス男子に愛されています。
『ジェンダーレス男子に愛されています。』（ジェンダーレスだんしにあいされています）は、ためこうによる日本の漫画作品。『FEEL YOUNG』（祥伝社）にて2018年3月号より連載されている。美しいものには目がないけど自身の外見には興味がない漫画編集部の女性編集者とファッション全般において完璧な古着店の店員であるジェンダーレス男子との恋愛模様を描くラブコメディ。
2021年4月から吉川愛と板垣李光人のW主演でテレビドラマ化された。

## 登場人物
わこ
出版社に勤務する女性編集者。
めぐる
古着店で働くジェンダーレス男子であり、キラのスタイリスト
ささめ
ビジネスジェンダーレス男子で、私服はワイルド系。
キラ
ハイブランドを着こなすクールビューティー。

## 書誌情報
- ためこう『ジェンダーレス男子に愛されています。』祥伝社〈FEEL COMICS〉、既刊5巻（2023年7月7日現在）
  1. 2018年12月7日発売[2][3]、ISBN 978-4-396-76752-5
  2. 2019年11月8日発売[4]、ISBN 978-4-396-76774-7
  3. 2020年11月7日発売[5]、ISBN 978-4-396-76810-2
  4. 2021年11月8日発売[6]、ISBN 978-4-396-76843-0
  5. 2023年7月7日発売[7]、ISBN 978-4-396-76890-4

## テレビドラマ
『カラフラブル〜ジェンダーレス男子に愛されています。〜』（カラフラブル ジェンダーレスだんしにあいされています）と題して、2021年4月1日から6月4日
まで毎週木曜の23時59分 - 翌 0時54分に読売テレビ製作・日本テレビ系の新放送枠「モクドラF」で放送された。主演は吉川愛と板垣李光人。

### キャスト
町田和子（まちだ わこ）
演 - 吉川愛
出版社「リルベア出版舎」の女性漫画誌編集部所属の新人漫画編集者。同期の玲に頼まれてファッション雑誌の手伝いをする。気合を入れる時に「いざ、参らん」と言う。
相馬周（そうま めぐる）
演 - 板垣李光人
ファッションショップ店員であり、和子の高校時代の後輩。キラのスタイリストをしており、キラが取材で行った出版社で偶然和子と出会う。高校生の時に女の子みたいだといじめられていたが、和子に助けられて仲良くなってから自分に自信を持つようになった。
キラ
演 - 桐山漣
周の友人でモデル。俺様系の性格で、生涯で1度も女性と付き合ったことがないため、実はピュアかも知れない。登場人物の中で1番ギャグ的な人物。
三輪玲（みわ さとし）
演 - 中川大輔
和子が勤務する出版社の同期で、ファッション誌編集部所属の編集者。第1話でキラの服のタグを無理やり取ろうとして服を破ってしまう。
渡辺春菜（わたなべ はるな）
演 - 五島百花
和子が所属する女性漫画誌編集部所属の漫画編集者。
甘地大和（あまじ やまと）
演 - 遠藤健慎
和子が所属する女性漫画誌編集部所属の新入社員。和子の年後輩。デスクの境によく怒鳴られていたが、境の誕生日祝いの際に和解した。
山崎愛（やまざき あい）
演 - 寒川綾奈
周とキラが行きつけにしているサロンのネイリスト。キラに名前を呼ばれてもらえていなかったが、キラがあさひに恋をしてから名前で呼ばれるようになった。
境正美（さかい まさみ）
演 - おいでやす小田（おいでやすこが）
和子が所属する女性漫画編集部のデスクで、和子の上司。甘地をよく怒鳴っている。離婚しており、小学生の娘と2人で住んでいる。
鉄本あさひ（てつもと あさひ）
演 - 水野美紀
和子が所属する女性漫画誌編集部の編集長。

#### ゲスト
第1話
KOUGU維新・プラスドライバ
演 - 乙ルイ（おつ るい）/ 中の中の人 - 大津広次（きつね）
キラの対談相手。
KOUGU維新・平やっとこ（たいらの やっとこ）
演 - 淡川幸一郎（あわかわ こういちろう）/ 中の中の人 - 淡路幸誠（きつね）
キラの対談相手。
第3話
ゆうたん
演 - 永田崇人（第6・7・最終話）
子ども向け番組の歌のお兄さんとして活躍するタレント。第2話の最後から最終話まで登場し、初めは周を嫌っていた。和解してからは周と仲良くなってささめと3人で行動を共にしている。
監督
演 - 芹澤興人
周をキラの代わりに抜擢した。
高林
演 - 吉田ウーロン太（第5話 - 最終話）
キラのマネージャー。
第6話
舘ささめ
演 - 草川拓弥（超特急）（第7・9・最終話）
周の芸能界でのパートナー。かっこよさを追求しているがかわいいと言われることを嫌がっている。キラにユニット名を「ユニコーンボーイズ」と名付けられて「めちゃくちゃだっせー」と言った。ミュージシャンのAKIの大ファン。周に彼女がいることを知り、和子に会ってから姉御と呼び、慕うようになった。
奥田涼一郎（おくだ りょういちろう）
演 - 塩野瑛久（第7・9・最終話）
周が所属する芸能事務所の代表。
AKI（アキ）
演 - 黒木啓司（EXILE / EXILE THE SECOND）（最終話）
ミュージシャン。音楽グループ「EXILA（エグザイラ）」所属。

### スタッフ
- 原作 - ためこう 『ジェンダーレス男子に愛されています。』（FEEL YOUNG / （祥伝社）連載中）
- 脚本 - 坪田文
- 監督 - 熊坂出、湯浅弘章、松浦健志
- 音楽 - 眞鍋昭大
- 主題歌 - Amber's「Question」（VION）[18]
- チーフプロデューサー - 前西和成
- プロデューサー - 小島祥子、熊谷理恵（大映テレビ）、塙大志（大映テレビ）
- 制作協力 - 大映テレビ
- 製作著作 - 読売テレビ

### 放送日程
| 話数   | 放送日  | サブタイトル                            | 監督     |
| ------ | ------- | --------------------------------------- | -------- |
| 第1話  | 4月01日 | 眼福カップル誕生! 運命の再会            | 熊坂出   |
| 第2話  | 4月08日 | お試し交際スタート! 眼福カップルに異変? | 熊坂出   |
| 第3話  | 4月15日 | 衝動のキス…めぐるの涙の理由は           | 熊坂出   |
| 第4話  | 4月22日 | 突然のキスに動揺! すれ違う想い          | 湯浅弘章 |
| 第5話  | 4月29日 | 同棲生活スタート! 恋で広がる世界        | 熊坂出   |
| 第6話  | 5月06日 | 新展開! 美少年ユニット結成              | 湯浅弘章 |
| 第7話  | 5月13日 | 美少年ユニット披露! 波乱の展開…         | 松浦健志 |
| 第8話  | 5月20日 | 同棲カップル“めぐわこ”の休日            | 湯浅弘章 |
| 第9話  | 5月27日 | 誕生日デートのゆくえ…辞令が分かつ運命   | 熊坂出   |
| 最終話 | 6月04日 | 新時代カップルが選び取る未来            | 熊坂出   |

- 最終話は前夜に放送された『news zero』の放送時間拡大に伴い10分繰り下げられ、金曜日の0時9分 - 1時4分に放送された。

| 読売テレビ・日本テレビ系列 木曜プラチナイト・モクドラF                                                   | 読売テレビ・日本テレビ系列 木曜プラチナイト・モクドラF                                                        | 読売テレビ・日本テレビ系列 木曜プラチナイト・モクドラF |
| 前番組                                                                                                   | 番組名 | 次番組                                                 |
| --- | --- | ------------------------------------------------------ |
| 江戸モアゼル 〜令和で恋、いたしんす。〜 （2021年1月7日 - 3月11日） 【この作品までは『木曜ドラマF』名義】 | カラフラブル 〜ジェンダーレス男子に愛されています。〜 （2021年4月1日 - 6月4日） 【本作から『モクドラF』名義】 | イタイケに恋して （2021年7月1日 - 9月9日）             |